# Municipio de Acteopan
El municipio de Acteopan es uno de los 217 municipios que conforman al estado mexicano de Puebla. Fue establecido en 1895 y su cabecera municipal es el pueblo de San Marcos Acteopan.

## Toponimia
El nombre de Acteopan viene del náhuatl atl, que significa «agua» y teopan, que significa «templo»; por lo que su nombre se interpreta como «Agua que sale del templo» o como «Agua atrás del templo».

## Geografía
Acteopan abarca 74.84 km² y se encuentra a una altitud promedio de 1688 m s. n. m., oscilando entre 1300 m s. n. m. en el punto más bajo y 2100 m s. n. m. en el más alto.
Colinda al norte con los municipios de Cohuecan y Atzitzihuacán; al este con Tepemaxalco, el municipio de Huaquechula y Atzitzihuacán; al sur con el municipio de Tepexco, Cohuecan y Huaquechula; y al oeste con Cohuecán.
Acteopan se encuentra dentro de la subcuenca del río Nexapa, parte de la cuenca del río Atoyac, en la región hidrológica del Balsas. El principal curso de agua en la demarcación es el río Axusco.

### Clima
El clima del municipio es semicálido subhúmedo con lluvias en verano en el 90% de su superficie y cálido subhúmedo con lluvias en verano en el 10% restante. El rango de temperatura promedio anual es de 20 a 22 grados celcius, el mínimo promedio es de 10 a 12 grados y el máximo de 34 a 36 grados. El rango de precipitación media anual es de 800 a 1000 mm y los meses de lluvias son de octubre a julio.

## Demografía
De acuerdo al último censo, realizado por el INEGI en 2010, en el municipio habitan 2881 personas, lo que le da una densidad de población aproximada de 38 habitantes por kilómetro cuadrado.

### Localidades
En el municipio existen cuatro localidades, de las cuales la más poblada es la cabecera, Acteopan.
| Código INEGI | Localidad               | Población (2010) | Altitud (m s. n. m.) | Categoría  |
| ------------ | ----------------------- | ---------------- | -------------------- | ---------- |
| 210050001    | Acteopan                | 2098             | 1662                 | Pueblo     |
| 210050002    | Santa María Atzitzintla | 164              | 1716                 | Indefinida |
| 210050003    | San Felipe Toctla       | 594              | 1683                 | Indefinida |
| 210050005    | El Calvario             | 25               | 1650                 | Indefinida |

## Gobierno
El ayuntamiento de Acteopan está compuesto por seis regidores de mayoría relativa, dos regidores de representación proporcional, un síndico y un presidente municipal, puesto que desempeña Juan Cuellar Bravo para el periodo 2014-2018.